# 김유곤
김유곤(1973년 ~ )은 대한민국의 예능 프로듀서(연출가)이다.

## 경력
- 2025.7 ~ : CJ ENM 예능본부장
- 2018.7 ~ 2025.7: CJ ENM E&M tvN 콘텐츠기획팀 프로듀서
- 2016.6 ~ 2018.7 : CJ E&M tvN 콘텐츠기획팀 프로듀서
- 2000 ~ 2016.6 MBC 예능국 1CP 예능프로듀서

## 방송
- 신박한 정리 (2020)
- 《뭐든지 프렌즈》 (2019)
- 《애들생각》 (2019)
- 《따로 또 같이》 (2018-2019)
- 《주말 사용 설명서》 (2018-2019)
- 《둥지탈출》 (2017-2019)
- 《아빠!어디가?》
- 《아이돌 스타 육상수영선수권대회》
- 《쇼!음악중심》
- 《세바퀴》
- 《명랑 히어로》
- 《돌아온 몰래카메라》
- 《놀러와》
- 《느낌표》

### 출연
- 《노브레인 서바이버》
- 《추석특집 가수와 연습생》
- 《무한도전》
- 《마이 리틀 텔레비전》
- 《능력자들》
- 《공조7》

## 수상
- 제49회 백상예술대상 예능 작품상
- 대한민국 콘텐츠대상 문화체육관광부장관 표창
- 아시아태평양 방송연맹상 예능프로그램부문 최우수상
- MBC PD협회 올해의 MBC PD